# CISA
Certified Information Systems Auditor, CISA (Certyfikowany Audytor Systemów Informatycznych) – certyfikat zawodowy dla osób zajmujących się audytem systemów informatycznych wydawany przez ISACA.
Deklarowane cele powstania tego certyfikatu to:
- "rozwijać i utrzymywać narzędzie testowania, które może być używane do oceny indywidualnych kompetencji w zakresie audytu systemów informatycznych,
- dostarczyć mechanizmu motywującego audytorów systemów informatycznych do utrzymywania swoich kompetencji i monitorowania efektów programów szkoleniowych,
- pomagać kierownictwu w rozwijaniu funkcji kontroli systemów informatycznych, dostarczając kryteria dla doboru i szkolenia personelu."[1]

Proces egzaminacyjny CISA uzyskał certyfikację American National Standards Institute (ANSI) zgodnie z normą ISO/IEC 17024:2003.

## Historia
Historia tego certyfikatu rozpoczęła się w 1978 roku. Pierwszy egzamin CISA został przeprowadzony w 1981 roku. Certyfikat do tej pory uzyskało ponad 100 000 osób na całym świecie.

## Wymagania
Aby uzyskać certyfikat CISA konieczne jest:
- zdanie egzaminu organizowanego przez ISACA trzy razy w roku
- potwierdzone 5 lat doświadczenia w audycie informatycznym, lub pracy w kontroli w obszarze informatyki lub w pracy w obszarze bezpieczeństwa, z uwzględnieniem, iż:
  - 1 rok można zastąpić 1 rokiem doświadczenia w pracy przy systemach informatycznych lub w audycie finansowym/operacyjnym
  - odpowiednio 1 albo 2 lata uzyskuje się posiadając tytuł licencjata lub magistra (3 lata jeśli program studiów zgodny z programem ISACA)
  - 2 lata w roli pełnoetatowego wykładowcy w obszarach takich jak informatyka, księgowość, audyt itp., równoważy 1 rok wymaganego doświadczenia
- deklaracja przestrzegania kodeksu etyki
- deklaracja prowadzenia ustawicznego kształcenia w obszarach związanych z audytem, kontrolą lub bezpieczeństwem informacji
- deklaracja stosowania standardów zawodowych publikowanych przez ISACA

## Egzamin
Egzamin składa się ze 150 pytań wielokrotnego wyboru, na które należy odpowiedzieć w ciągu 4 godzin. Zakres wiedzy koniecznej do zdania egzaminu podzielony jest na 6 obszarów:
- proces audytu informatycznego - 10% pytań egzaminacyjnych,
- IT Governance - 15%,
- Zarządzanie cyklem życia systemów i infrastruktury - 16%,
- IT Service Delivery and Support - 14%,
- Ochrona informacji - 31%,
- Ciągłość działania i disaster recovery - 14%.

Egzamin jest obecnie oferowany w 11 językach w ponad 200 miejscach na całym świecie i odbywa się w czerwcu, wrześniu i grudniu. Od 2009 roku egzamin CISA był przeprowadzany  w języku polskim.

## Ustawiczne kształcenie zawodowe
Założeniem programu ustawicznego kształcenia jest to, że wszystkie osoby, które posiadają certyfikat CISA powinny utrzymywać odpowiedni poziom wiedzy i umiejętności zawodowych z zakresu audytu, kontroli i bezpieczeństwa systemów informatycznych.
ISACA wymaga aby osoby posiadające certyfikat:
- brały udział w co najmniej 20 godzinach szkoleń rocznie,
- brały udział w nie mniej niż 120 godzin szkoleń w cyklu trzyletnim,
- przekazywały informacje o odbytych szkoleniach do ISACA,
- w przypadku jeśli zostaną wybrane do szczegółowego przeglądu, przedstawiły dokumentację potwierdzającą odbyte szkolenia,
- uiszczały coroczną opłatę.

Podstawą do utraty certyfikatu jest:
- nieprzestrzeganie kodeksu etyki,
- nieprzestrzeganie wymagań dotyczących ustawicznego kształcenia.